# Britta Byström
Pour les articles homonymes, voir Bystrom (homonymie).
Britta Byström (née en 1977) est une compositrice suédoise de musique classique spécialisée dans la musique orchestrale, mais elle a également composé de la musique vocale et de l'opéra. En 2015, l'Orchestre symphonique de Détroit lui décerne l'Elaine Lebenbom Memorial Award for Female Composers,.

## Biographie
Née le 14 mars 1977 à Sundsvall, Suède, Britta Byström n'a pas été élevée dans une famille de musiciens, mais s'est intéressée à la musique à l'âge de 10 ans quand elle a commencé à jouer de la trompette. Après l'écriture de musiques pour trompette, elle commence à composer pour un orchestre composé de ses amis adolescents. À 16 ans, elle remporte un concours avec l'Umeå Symphony Orchestra.
Elle part étudier la composition à l'École royale supérieure de musique de Stockholm en 1995 et a pour professeurs Pär Lindgren et Bent Sørensen. Elle est diplômée en 2001. Depuis elle a composé près de trente œuvres, dont certaines ont été jouées par l'Orchestre symphonique de la BBC et l'Orchestre de la Radio norvégienne. Certaines de ses compositions sont des concertos pour solistes tels que le trompettiste norvégien Tine Thing Helseth ou l'altiste suédoise Ellen Nisbeth.
Plusieurs de ses œuvres ont suscité une attention particulière. Der Vogel der Nacht (L'Oiseau de la Nuit) est inspiré de la Symphonie nº 3 de Mahler. Cette pièce a été créée par l'Orchestre symphonique de la radio suédoise en 2010. Le poème symphonique Picnic at Hanging Rock, décrit par Byström comme de la « music with disappearance, » a reçu le second prix Christ Johnson en 2012, alors que A Walk After Dark), un concerto pour alto, a gagné le prix Da-capo lors de la Brandenburger Biennale de 2014.

## Liste des œuvres
- De dansande figurerna pour quatuor à cordes (1995)
- En studie i rött pour stråkorchestre (1996)
- Horisotvals pour stor orchestre (1996)
- Dans på de saligas ängder pour trompette et percussions/vibrafone (1996–97)
- Två passacaglior pour orchestre symphonique (1997)
- In frale barca pour mezzo-soprano, clarinette, basson, trompette, trombone, 2 percussionsare, violons et contrebasse sur un texte de Petrarca (1997–98)
- Regndans pour orchestre symphonique (1998)
- Serenad pour flûte, violons, violoncelle et piano (1999)
- Barcarole pour orchestre (2000)
- Divertimento pour tuba et accordéon (2000)
- Stänk et flikar pour clarinette et 5 percussionsare (2000)
- The Baron in the Trees pour percussions et orchestre (2000–01)
- Lux aeterna pour chœur mixte (2001)
- Sera pour orchestre (2002)
- Symphony in Yellow pour pianotrio (2002)
- Strapats pour clarinette, trompette piccolo violons, altos, percussions et piano (2002)
- Weed pour blåsorchestre (2002)
- Om man blivit av med sitt bagage, opéra de chambre sur un livret de Niklas Törnlund (2003)
- Persuasion pour orchestre (2004)
- La fugitive pour quintette de cuivres (2004)
- Förvillelser (Delusions), concerto pour trompette no 1 (2005)
- Avskedsvariationer (Farewell Variations) pour orchestre (2005)
- Lyckans land pour violons et orchestre (2006)
- Es ist genug pour 6 percussionsare et sinfonietta (2007)
- Strövtåg i hembygden pour 6 instruments à cordes (2007)
- Konsert pour orchestre (2007–08)
- Revolt i grönska pour flûte, clarinette, percussions, piano, violons, altos, violoncelle (2008)
- I tornet (In the Tower) pour quintette de cuivres (2008–09)
- Allt beror på vingar pour chœur mixte et orchestre sur un texte de Niklas Törnlund (2009)
- Picnic at Hanging Rock (Utflykt i det okända) pour orchestre (2009)
- Der Vogel der Nacht pour orchestre (2010)
- Brev i april (Letter in April) pour clarinette, violons, violoncelle et piano (2011)
- Inferno pour quintette de cuivres et recitation (2011)
- Kinderszenen pour cor, piano et violons (2011)
- Ten Secret Doors pour orchestre (2011)
- Screen Mamories, concerto pour trompette no 2 (2012)
- A Walk after Dark, concerto pour alto (2013)
- Dream Day pour altos solo (2013)
- Invisible Cities pour orchestre (2013)
- Yankadi pour violons, violoncelle, hautbois, basson, trompette, trombone et orchestre (2013)
- Inte-nudda-golv pour trio à cordes (2014)
- Nátt i býnum pour chœur mixte (2014)
- Segelnde Stadt pour orchestre (2014)
- Tinta pour 4 trombones (2014)
- Encounter in Space pour trompette, clarinette et piano (2014)
- Gállábartnit – sceniskt verk pour solister, chœur, danseurs et septette (2015)
- A Walk on Green Streets pour flûte, clarinette, percussions, piano, violons, altos, violoncelle (2015)
- Baum in der Stadt pour violons solo (2015)
- Games pour Souls pour violons et stråkorchestre (2015)
- Games pour Souls – shortened version pour violons et stråkorchestre (2015)
- Many, Yet One pour orchestre (2016)
- Fanfare für die Verwandlung pour orchestre (2016)
- Volley pour 2 violons (2016)
- Two Walks pour orchestre à cordes(2016)
- Infinite Rooms pour violons, contrebasse et orchestre (2016)
- Nachtstück pour soprano, contreténor et piano (2017)
- Love in the Afternoon pour violons, violoncelle et piano (2017)
- Diagonal musik pour cor, violons et piano (2017)
- A Walk to GADE pour orchestre à cordes (2017)
- A Walk to Tjajkovskij pour orchestre à cordes (2017)
- Notes From the City of the Sun pour soprano et orchestre (2017)
- Lovsång till drömmarna pour soprano et orchestre à cordes (2018)[7].